# Kenyapotamus
A Kenyapotamus az emlősök (Mammalia) osztályának párosujjú patások (Artiodactyla) rendjébe, ezen belül a vízilófélék (Hippopotamidae) családjába tartozó fosszilis nem.

## Tudnivalók
A Kenyapotamus amint a neve is mutatja azon a helyen élt, ahol manapság az afrikai Kenya fekszik. Ez a fosszilis állat, körülbelül 16-8 millió évvel ezelőtt, vagyis a miocén kor második felében. A kutatók a legősibb igazi vízilónak tartják; meglehet, hogy a vízilófélék közös őse.
Erről a fosszilis állatról csak nagyon keveset tudunk. Ezt az ősállatot csak néhány töredékes maradványból ismerjük, de becslések szerint a mérete akkora lehetett, mint a mai törpe vízilóé (Choeropsis liberiensis). A fogazata igen hasonlít a kora miocénben élt európai Xenohyuséhoz, amely a disznófélékkel (Suidae) közé tartozik. Emiatt sokáig, bár tévesen azt hitték, hogy a vízilófélék közeli rokonságban állnak a disznófélékkel.
Az újabb molekuláris vizsgálatok szerint a vízilófélék közelebb állnak a cetekhez (Cetacea) semmint a többi párosujjú patáshoz. Egy morfológiai vizsgálat, amely összehasonlította az ős párosujjú patásokat, beleértve a Kenyapotamust is a cetekkel, arra a következtetésre jutott, miszerint a vízilovak és a rájuk igen hasonló Anthracotheriidae-fajok között szoros rokonság van. Azt a feltételezést, mely szerint e két Archaeoceti (Pakicetus és Artiocetus) képezik a víziló-Anthracotheriidae klád testvércsoportját, csak kevés biológus fogadja el.

## Rendszerezés
A nembe az alábbi 2 faj tartozik:
- Kenyapotamus coryndoni
- Kenyapotamus ternani

## Fordítás
- Ez a szócikk részben vagy egészben  a   Kenyapotamus című angol Wikipédia-szócikk ezen változatának fordításán alapul.  Az eredeti cikk szerkesztőit annak laptörténete sorolja fel. Ez a jelzés csupán a megfogalmazás eredetét és a szerzői jogokat jelzi, nem szolgál a cikkben szereplő információk forrásmegjelöléseként.